# (32811) Аписаон
(32811) Аписаон (лат. Apisaon, др.-греч. Ἀπισάων) — типичный троянский астероид Юпитера, движущийся в точке Лагранжа L5, в 60° позади планеты. Астероид был открыт 14 октября 1990 года немецкими астрономами Ф. Бёрнгеном и Луцем Шмаделем в обсерватории Таутенбург и назван в честь Аписаона, одного из защитников Трои.

Орбита астероида Аписаон и его положение в Солнечной системе